# Слава (певица)
Сла́ва (настоящее имя — Анастаси́я Влади́мировна Слане́вская, род. 15 мая 1980, Москва) — российская певица, телеведущая, киноактриса, автор песен, лауреат нескольких музыкальных ежегодных премий «Песня года», «Золотой граммофон» и многих других премий. Исполнила песенные хиты: «Попутчица», «Расскажи мне, мама», «Одиночество», а также «Я и ты» (совместно со Стасом Пьехой) и другие.

## Личная жизнь
Родилась 15 мая 1980 года в Москве, в семье отца- водителя и матери- экономиста. Бабушка пела в хоре Пятницкого. По признанию самой певицы, в школе ей было тяжело учиться из-за дислексии. Есть родная старшая сестра Елена. Была замужем за Константином Морозовым. От брака есть дочь Александра Морозова (род. 04.01.1999). Расстались из-за бытовых разногласий.
Более 18 лет находилась в близких отношениях с бизнесменом, бывшим генеральным директором ЗАО «Национальная резервная корпорация» Анатолием Данилицким. От этого союза родилась дочь Антонина Сланевская (род. 24.12.2011). В декабре 2022 года Сланевская объявила о расставании с Данилицким.
30 марта 2023 года певица впервые стала бабушкой — её дочь Александра Морозова родила сына  Арсения от Андрея Дедова.

## Музыкальная карьера
Весной 2002 года в караоке-клубе, где Сланевская пела после работы, телевизионный режиссёр Сергей Кальварский, известный по работе с Аллой Пугачёвой и Филиппом Киркоровым, дождавшись, пока девушка закончит петь, предложил ей поработать вместе. Вместе с Сергеем Кальварским в продюсировании певицы принял участие Олег Челышев. Первый сингл артистки — «Люблю или ненавижу», совместное творение певицы и режиссёра Сергея Кальварского. Песня была номинирована на российскую музыкальную премию MTV Russian Music Awards 2004.
Осенью 2004 года вышел дебютный альбом «Попутчица». Видеоклип в стиле «роуд-муви» на заглавную песню, написанную Виктором Дробышем, снял режиссёр Михаил Хлебородов. В 2005 году певица приняла участие в национальном отборе на конкурс «Евровидение-2005» с песней «I wanna be the one».
В 2006 году Слава снялась в главной женской роли в фильме «Параграф 78» — по сюжету одноимённого фантастического рассказа Ивана Охлобыстина. Слава исполняет в фильме роль девушки Ли́сы, бойца команды специального назначения — единственной женщины в отряде из 8 суперпрофессионалов, которым предстоит выполнить опасную миссию на сверхсекретной ракетной базе. Для съёмок фильма певице пришлось постричься под «ноль». Заглавную песню фильма, «В небо», также исполнила Слава.
Этом же году певица презентовала второй альбом «Классный», который артистка решила выпустить в рамках собственного продюсерского центра «Слава Мьюзик». Альбом вышел более разножанровым со стилизацией под транс, рок, брэйк. Осенью 2007 года певица выпустила третий альбом — сборник «The Best». Этой пластинкой Слава разграничила своё творчество на «до» и «после», тем самым заявив о намерении начать новый этап карьеры.
В 2008 году в Лондоне певица пишет свой дебютный англоязычный альбом с рабочим названием «Eclipse», в ноябре того же года выпускает совместный трек с RNB-исполнителем Крейгом Дэвидом.
В 2010 году выходит новый сингл певицы «Одиночество». В это же время начались съёмки в проекте «Жена напрокат».
В начале мая 2013 года вышел четвёртый альбом певицы «Одиночество». В него вошли дуэты с известными певцами: Стасом Пьехой, Григорием Лепсом, Митей Фоминым и Крейгом Дэвидом. Также, в релиз вошли ещё 5 новых ремиксов. Осенью 2013 года Слава выпускает новую песню в дуэте с Ириной Аллегровой «Первая любовь — любовь последняя».
В 2014 году Слава активно принимает участие в телевизионных проектах: «Наедине со всеми», «Модный приговор», «Время обедать», «Доброго здоровьица» и т. д. В середине апреля Славу номинируют на «Премию RU.TV» в номинациях «Лучший дуэт», «Лучшая песня» и «Лучшая певица».
В 2015 году выходит пятая пластинка певицы, получившая название «Откровенно», а 10 октября в Государственном Кремлёвском дворце состоялся концерт Славы, получивший то же название.
5 октября 2019 года в «Крокус Сити холл» прошёл концерт «Крик души», а в конце ноября певица представила одноимённый альбом.

## ТВ-проекты
- 2009 год — «Слава Богу, ты пришёл!»[8]
- 2010 год — «Жена напрокат», «Приключения в Вегасе» и «Модный приговор» (в 2010-м году была обвиняемой, на неё подал в модный суд коллега по цеху Митя Фомин, затем она была защитницей в 2014-м и истцом в 2016-м)
- 2013 год — «Битва хоров». Слава — звёздный наставник Ростовского хора
- 2015 год — «Танцы со звёздами»[9]
- 2016 год — «Пока все дома»[10]
- 2017 год — «Три аккорда»

## Взгляды
В 2018 году Слава высказалась о благотворительности чиновников и их жёнах. Певица в Instagram заявила, что её раздражает сбор денег больным детям на федеральных каналах.
Вам не стыдно? Если вы хотите помочь, помогайте тихо. Эта благотворительность — это самое ужасное, что есть на свете. Это не благотворительность — это тварительность, понимаете? Помоги просто так, тихо, отдай свои деньги! Вы пиаритесь за счёт больных людей!
Также певица резко высказалась о дорогах на Ямале.[значимость факта?] Об этом певица написала на личной странице в Instagram.[значимость факта?] Правительство Ямала отреагировали на слова певицы.
Это не дорога, а просто ад. Это бетонка, на которой у меня три раза вылетел позвоночник и влетел обратно, слава богу, что он влетел. Николай, мой помощник, 35 раз ударился головой о потолок. Мы ездили один раз туда и обратно. Бесит, что богатейшее место, где добывается нефть, уголь, газ и все остальное, ездят по таким дебильным дорогам. У нас богатейшая страна, сделайте дороги.
Весной 2020 года Слава обратилась к В. В. Путину по поводу помощи онкологическим больным.
Ко мне обращаются в инстраграме, умоляют помочь тяжелобольным малышам. Я понимаю, очень тяжёлое время в мире, коронавирус, но нельзя забывать об онкобольных, других больных, потому что люди умирают от рака каждый день, каждую минуту. Маленькие, это очень страшно. Я помогаю, но я не могу помочь всем. Я считаю, что этой проблемой должно заниматься наше государство.
Я хочу, чтобы меня услышали выше. Владимир Владимирович Путин несколько месяцев назад говорил о разработке искусственного интеллекта. Я познакомилась с ребятам, которые создали искусственный интеллект, который выявляет рак на первой стадии.

Мы уже дошли до кого-то сверху, а нам говорят — «подождите», или даже просят денег. Это, вообще, крыша… И мы все ждём, ждём. А люди умирают и умирают.
В 2022 году Слава поддержала нападение России на Украину и российских военнослужащих участников вторжения, осудила покинувших Россию коллег.
19 октября 2022 года внесена в санкционный список Украины за «пропаганду путинского режима и поддержку войны против Украины».
В середине июня 2023 года поддержала и присоединилась к предложению выплачивать премию российским военным и гражданским за подбитые танки Leopard украинских военных из личных средств.

## Песни другим артистам
- Валерия — «Тело хочет любви» (Слова: В. Дробыш, Слава, музыка: В. Дробыш)

## Дискография

### Студийные альбомы
| Название    | Информация                                                                                          |
| ----------- | --------------------------------------------------------------------------------------------------- |
| Попутчица   | - Релиз: 2004 - Лейбл: Слава Мьюзик - Формат: CD, Аудиокассета, цифровая дистрибуция                |
| Классный    | - Релиз: 2006 - Лейбл: Grand Records - Формат: CD, Аудиокассета, цифровая дистрибуция               |
| Одиночество | - Релиз: 20 мая 2013 - Лейбл: Первое музыкальное Издательство - Формат: CD, цифровая дистрибуция    |
| Откровенно  | - Релиз: 9 октября 2015 - Лейбл: Первое музыкальное Издательство - Формат: CD, цифровая дистрибуция |
| Крик души   | - Релиз: 29 ноября 2019 - Лейбл: Первое музыкальное - Формат: CD, цифровая дистрибуция              |
| СЛАВА       | - Релиз: 23 сентября 2024 - Лейбл: Первое музыкальное - Формат: CD, цифровая дистрибуция            |

### Сборники
| Название | Информация                                                         |
| -------- | ------------------------------------------------------------------ |
| The Best | - Релиз: 2007 - Лейбл: Монолит Рекордс / Слава Мьюзик - Формат: CD |

### Официальные альбомные синглы
| Год  | Название                                                       | Альбом      |
| ---- | -------------------------------------------------------------- | ----------- |
| 2004 | «Люблю или ненавижу»                                           | Попутчица   |
| 2004 | «Попутчица»                                                    | Попутчица   |
| 2005 | «Дорога белая»                                                 | Классный    |
| 2005 | «Классный»                                                     | Классный    |
| 2006 | «Украла улыбку»                                                | Классный    |
| 2008 | «Стань сильней»                                                | Одиночество |
| 2010 | «Крик души моей»                                               | Одиночество |
| 2011 | «Одиночество»                                                  | Одиночество |
| 2011 | «Я и ты» (совм. со Стасом Пьеха)                               | Одиночество |
| 2011 | «Люди любят»                                                   | Одиночество |
| 2013 | «Расскажи мне, мама»                                           | Одиночество |
| 2013 | «Первая любовь — любовь последняя» (совм. с Ириной Аллегровой) | Откровенно  |
| 2014 | «Спелый мой»                                                   | Откровенно  |
| 2014 | «Рождественская ночь» (совм. с Денисом Клявером)               | Откровенно  |
| 2015 | «Шлюха»                                                        | Откровенно  |
| 2015 | «Однолюб»                                                      | Откровенно  |
| 2016 | «Красный (Я смогу тебя забыть)»                                | Крик души   |
| 2017 | «Сто озёр и пять морей»                                        | Крик души   |
| 2017 | «Однажды ты»                                                   | Крик души   |
| 2017 | «Заметает зима»                                                | Крик души   |
| 2018 | «Твой поцелуй»                                                 | Крик души   |
| 2018 | «Мы теперь одни» (совм. с EMlN’ом)                             | Крик души   |
| 2019 | «Слёз умытая печаль»                                           | Крик души   |
| 2019 | «Дружба» (совм. с Денисом Клявером)                            | Крик души   |
| 2021 | «Без тебя меня нет»                                            | СЛАВА       |
| 2022 | «Бумеранг» (совм. с Анной Семенович)                           | СЛАВА       |
| 2023 | «Ой все» (совм. с Natan’ом)                                    | СЛАВА       |

### Другие песни / промо-синглы
| Год  | Название                               | Альбом      |
| ---- | -------------------------------------- | ----------- |
| 2007 | «В небо»                               | The Best    |
| 2007 | «Бабье лето»                           | The Best    |
| 2015 | «Таблетка» (совм. с Любовью Успенской) | Откровенно  |
| 2017 | «Шизофрения»                           | Крик души   |
| 2018 | «Мальчик мой»                          | Крик души   |
| 2018 | «Верная»                               | Крик души   |
| 2018 | «Невеста»                              | Крик души   |
| 2019 | «Холод собачий»                        | Крик души   |
| 2019 | «Свадьба» (совм. со Стасом Михайловым) | Крик души   |
| 2019 | «Я устала быть сильной»                | Крик души   |
| 2020 | «Подруга»                              | СЛАВА       |
| 2021 | «Голодная любовь»                      | СЛАВА       |
| 2022 | «Зачем ты врёшь?»                      | без альбома |
| 2023 | «Дочка-Мама»                           | СЛАВА       |
| 2023 | «Ты услышишь меня»                     | СЛАВА       |
| 2023 | «На грани нервного срыва»              | СЛАВА       |
| 2024 | «Ковчег»                               | СЛАВА       |
| 2024 | «По горячим следам»                    | СЛАВА       |
| 2024 | «В сердце бьёт молния»                 | СЛАВА       |

### Синглы при участии Славы
| Год  | Название | Альбом      |
| ---- | --- | ----------- |
| 2020 | «#СПАСИБОДОКТОРАМ» (Стас Михайлов, EMIN & Александр Панайотов feat. Слава, Любовь Успенская, Николай Басков, Наргиз, Brandon Stone, Artik & Asti & Ирина Дубцова) | без альбома |
| 2022 | «Улетела» (Дискотека Авария feat. Слава) | без альбома |

## Видеография
| Год  | Клип                                                           | Режиссёр                             | Альбом      |
| ---- | -------------------------------------------------------------- | ------------------------------------ | ----------- |
| 2004 | «Люблю или ненавижу»                                           | Сергей Кальварский                   | Попутчица   |
| 2004 | «Попутчица»                                                    | Михаил Хлебородов                    | Попутчица   |
| 2005 | «Дорога белая»                                                 | неизвестно                           | Классный    |
| 2005 | «Классный»                                                     | Игорь Бурлов                         | Классный    |
| 2006 | «Украла улыбку»                                                | Влад Разгулин                        | Классный    |
| 2007 | «В небо»                                                       | Михаил Хлебородов                    | The Best    |
| 2007 | «Бабье лето»                                                   | Михаил Хлебородов                    | The Best    |
| 2008 | «Стань сильней»                                                | Марат Адельшин                       | Одиночество |
| 2010 | «Крик души моей»                                               | Михаил Хлебородов                    | Одиночество |
| 2011 | «Одиночество»                                                  | Павел Худяков                        | Одиночество |
| 2011 | «Я и ты» (совм. со Стасом Пьеха)                               | Катя Царик                           | Одиночество |
| 2011 | «Люди любят»                                                   | Катя Царик                           | Одиночество |
| 2013 | «Расскажи мне, мама»                                           | Валерия Гай Германика                | Одиночество |
| 2013 | «Первая любовь — любовь последняя» (совм. с Ириной Аллегровой) | Георгий Тоидзе                       | Откровенно  |
| 2014 | «Спелый мой»                                                   | Альвин Грациано                      | Откровенно  |
| 2014 | «Рождественская ночь» (совм. с Денисом Клявером)               | Денис Протасов                       | Откровенно  |
| 2015 | «Шлюха»                                                        | Хиндрек Маасик                       | Откровенно  |
| 2015 | «Однолюб»                                                      | Альвин Грациано                      | Откровенно  |
| 2016 | «Красный (Я смогу тебя забыть)»                                | Павел Пунтус                         | Крик души   |
| 2017 | «Сто озёр и пять морей»                                        | Мария Скобелева                      | Крик души   |
| 2017 | «Однажды ты»                                                   | Павел Пунтус                         | Крик души   |
| 2017 | «Заметает зима»                                                | Павел Пунтус                         | Крик души   |
| 2018 | «Твой поцелуй»                                                 | Сергей Солодкий                      | Крик души   |
| 2018 | «Мы теперь одни» (совм. с EMlN’ом)                             | Валентин Гросу                       | Крик души   |
| 2019 | «Слёз умытая печаль»                                           | Павел Пунтус                         | Крик души   |
| 2020 | «Дружба» (совм. с Денисом Клявером)                            | Денис Клявер и Д. Протасов           | Крик души   |
| 2021 | «Без тебя меня нет»                                            | LIDEL'                               | СЛАВА       |
| 2022 | «Улетела» (Дискотекой Авария feat. Слава)                      | Александр Воропаев и Евгений Быстров | без альбома |
| 2022 | «Бумеранг» (совм. с Анной Семенович)                           | Александр Игудин                     | СЛАВА       |
| 2023 | «Ой все» (совм. с Natan’ом)                                    | Эльвин Фомин                         | СЛАВА       |

## Награды и премии

### «Золотой граммофон»
- 2004 — Премия «Золотой граммофон» за хит «Попутчица»
- 2010 — Премия «Золотой граммофон» за хит «Одиночество»
- 2011 — Премия «Золотой граммофон» за песню «Я и ты» в дуэте со Стасом Пьехой
- 2013 — Премия «Золотой граммофон» за песню «Расскажи мне, мама»
- 2014 — Премия «Золотой граммофон» за совместный сингл с Ириной Аллегровой «Первая любовь — любовь последняя»
- 2015 — Премия «Золотой граммофон» за песню «Одиночество»
- 2018 — Премия «Золотой граммофон» за песню «Однажды ты»
- 2020 — Премия «Золотой граммофон» за песню «Подруга»
- 2021 — Премия «Золотой граммофон» за песню «Без тебя меня нет»
- 2022 — Премия «Золотой граммофон» за песню «Бумеранг» в дуэте с Анной Семенович
- 2024 — Премия «Золотой граммофон» за песню «Ты услышишь меня»

### «Песня года»
- 2010 — Лауреат фестиваля «Песня года» с композицией «Одиночество»
- 2011 — Лауреат фестиваля «Песня года» вместе со Стасом Пьехой (песня «Я и ты»)
- 2014 — Лауреат фестиваля «Песня года» с песнями «Первая любовь — любовь последняя» и «Спелый мой»
- 2015 — Лауреат фестиваля «Песня года» с песней «Однолюб»
- 2016 — Лауреат фестиваля «Песня года» с песней «Красный»
- 2018 — Лауреат фестиваля «Песня года» с песней «Твой поцелуй»

### «RU.TV»
- 2011 — Победа в номинации «Лучший рингтон» с песней «Одиночество» на премии «RU.TV»
- 2015 — Победа в номинации «Самое сексуальное видео» с песней «Спелый мой» на премии «RU.TV»

### «Муз-ТВ»
- 2011 — Премия «Муз-ТВ» за лучшую песню года — «Одиночество»

### «Шансон года»
- 2015 — Премия «Шансон года» за совместный сингл с Любовью Успенской «Таблетка»
- 2018 — Премия «Шансон года» за песню «Фраер»
- 2021 — Премия «Шансон года» за песню «Слёз умытая печаль»
- 2022 — Премия «Шансон года» за песню «Голодная любовь»[источник не указан 1219 дней]
- 2023 — Премия «Шансон года» за песню «Дочка-мама»

### «Прочие премии»
- 2010 — Лауреат передачи «20 лучших песен» с песней «Одиночество»
- 2011 — Победа в номинации «Fashion-певица» на премии Topical Style Awards
- 2013 — Победа в номинации «Леди Эпатаж» на премии Topical Style Awards
- 2013 — Лауреат передачи «20 лучших песен» с песней «Расскажи мне, мама»
- 2014 — Победа во второй раз в номинации «Fashion-певица» на премии Topical Style Awards
- 2016 — Победа в номинациях «Певица года» и «Лучшее концертное шоу» на премии Fashion People Awards
- 2018 — Победа в номинации «Певица года» на премии Fashion People Awards
- 2019 — «Радио Взлёт года» на премии «Top Hit Music Awards»

## Фильмография
| Год       |    | Название                    | Роль                                                                |
| --------- | -- | --------------------------- | ------------------------------------------------------------------- |
| 2001—2002 | с  | Крот (телесериал)           | посетительница стриптиз-клуба "Красная шапочка" (1 сезон, 10 серия) |
| 2001—2006 | с  | Клуб (телесериал)           | камео                                                               |
| 2007      | ф  | дилогия Параграф 78         | Лиса                                                                |
| 2010      | тф | Бриллиантовая рука 2        | Анна Сергеевна                                                      |
| 2011      | мф | Делай ноги 2                | Глория                                                              |
| 2015      | ф  | Дабл Трабл                  | Женщина-кошка                                                       |
| 2016      | с  | Семья Светофоровых          | камео                                                               |
| 2019      | ф  | Бабушка лёгкого поведения 2 | камео                                                               |